# Ana-Maria Avram
Ana-Maria Avram (Bukarest, 1961. szeptember 12. – 2017. augusztus 1.) román zeneszerző.

## Fontosabb művei
- Métaboles klarinétra (1985)
- Threnia I hegedűre és zenekarra (1986)
- Signum Gemini I klarinétra, ütőshangszerekre (1988)
- Signum Gemini II klarinétra, zongorára, ütősökre (1989)
- Ekagrata zenekarra (1990)
- Axe gordonkára (1993)
- Swarms hegedűre (1993)
- De sacrae Lamentationem zenekarra (1993)
- Ikarus I elektronikus zene (1994)
- Ikarus II vonósnégyesre (1994)
- Chaosmos zenekarra (1996)
- In Nomine Lucis zenekarra (1997)
- Nouvelle Axe vonószenekarra (1997)
- Labyrinthe zenekarra (1997)
- New Arcana, zenekarra (1998)
- Doryphories I–II zenekarra (2000)
- Un raggio Ardente e di si chiara luce vonószenekarra (2000)
- Telesma klarinétra, ütőhangszerekre és számítógépes hangokra (2001)
- Lux Animae zenekarra és számítógépes hangokra (2004)
- Voices oh the Desert zenekarra és számítógépes hangokra (2005)
- The Endless Burning Fire zenekarra és számítógépes hangokra (2005)